# Virtua Tennis
Virtua Tennis er et videospil, udviklet i 1999 af Hitmaker, en underafdeling af Sega. Det udkom til Segas arcademaskiner (NAOMI) og senere til Sega Dreamcast.
Virtua Tennis til Sega Dreamcast er en næsten direkte konvertering af den udgave man ser i arcadehallerne. Dog er der tilføjet en karrieredel for at forlænge spillets levetid. Spillet fik stor ros for sit simple gameplay,[kilde mangler] som gør det let for nybegyndere at spille med, samtidigt med at der også er udfordringer til den mere erfarne spiller. 
Da spillet i 2000 udkom til Sega Dreamcast fik det flotte anmeldelser[kilde mangler] blandt andet af www.ign.com, som gav det 9.4/10.
I spillet kan man vælge imellem 8 licenserede spillere fra hele verden og spille på en række baner der til forveksling ligner de rigtige. Man kan være op til fire spillere, takket være de fire controllerporte på konsollen. Under kampene bruges to knapper; en til almindelige skud og en til lob. Med styrepinden bevæger man sin spiller rundt på banen, samtidig med at man også styrer boldens retning og fart.
Spillet har udover Exhibition Mode også The World Circuit Mode, hvor man skal designe sin egen spiller. Spilleren man designer har et lavt startniveau, men ved at vinde kampe og gennemføre en række udfordringer i løbet af spillet, bliver ens spiller bedre og kan til slut kalde sig mester. 
Virtua Tennis er siden hen udkommet til PC, og en 3’er er på vej til PSP, PlayStation 3 og Xbox 360.